# Łenkiwci (obwód chmielnicki)
Łenkiwci (ukr. Ленківці) – wieś na Ukrainie, w obwodzie chmielnickim, w rejonie szepetowskim, siedziba hromady. W 2001 liczyła 1161 mieszkańców, spośród których 1143 wskazało jako ojczysty język ukraiński, 14 rosyjski, 2 mołdawski, a 2 inny.